# Calle Marqués
La Calle Marqués es una calle peatonal del centro histórico de la ciudad del Cusco, Perú. Junto con las calles Almudena, el Puente Almudena, Hospital, San Pedro, Santa Clara, Mantas, Triunfo, Hatunrumiyoc y la Cuesta de San Blas unen la Plazoleta de San Blas con la Plazoleta de la Almudena y forman el Eje procesional que es el principal eje transversal de la ciudad a la par que se corresponde con los caminos incas que, partiendo del Huacaypata, comunicaban el Antisuyo al noreste y el Contisuyo al sureste.
Desde 1972 la vía forma parte de la Zona Monumental del Cusco declarada como Monumento Histórico del Perú. Asimismo, en 1983 al ser parte del casco histórico de la ciudad del Cusco, forma parte de la zona central declarada por la UNESCO como Patrimonio Cultural de la Humanidad. y en el 2014, al formar parte de la red vial del Tawantinsuyo volvió a ser declarada como patrimonio de la humanidad.

## Historia
El trazo que hoy forma la calle Marqués es una de las vías más antiguas de la ciudad del Cusco al corresponder en su integridad con uno de los caminos que, saliendo de la plaza principal de la capital incaica, comunicaba esta ciudad con el Contisuyo y los pueblos incas ubicados al suroeste del imperio (actuales departamentos peruanos de Arequipa, Moquegua y Tacna). Asimismo, esta vía marcaba el límite entre los dos principales barrios de la ciudad del Cuzco: el Hanan Cuzco y el Hurin Cuzco. Durante el incanato, el Huacaypata comprendía el área que actualmente va desde la Catedral del Cusco hasta el Colegio Ciencias por lo que esta via formaba parte del lindero sur de dicha plaza.
Con la llegada de los conquistadores españoles a la ciudad del Cusco, se produjo su fundación española y poco tiempo después, en 1535, la entrega de solares a los nuevos vecinos de la villa. En el inicio de la colonia, el nombre de la vía fue Calle Real, posiblemente por su calidad de vía principal dentro del tendido urbano del Cusco Incaico.  Así, se entregó el terreno que se levantaba al sur de esta vía a Pedro Luis de Cabrera quien los vendió a Rodrigo de Esquivel y Cueva quien habría construido la primera edificación. Esto motivó el cambio de denominación de la calle que pasó a ser conocida como Calle Esquivel. Su hijo, Rodrígo de Esquivel y Zúñiga fue fundador del Mayorazgo de Esquivel durante la primera mitad del siglo XVII que posteriormente dio lugar al título del Marquesado de San Lorenzo de Valle Umbroso cuya sede principal estuvo ubicada en la casona construida sobre esta calle. Precisamente, debido a la instalación de este título, la calle volvió a cambiar su nombre y pasó a ser conocida como Calle de los Marqueses de San Lorenzo de Valle Umbroso, nombre que fue simplificándose hasta convertirse en la actual denominación que terminó siendo oficial durante la república.
Durante toda la época colonial, esta vía tomó importancia debido a que la misma (junto con las calles Hospital, San Pedro y Santa Clara) era la ruta que conectaba el Cusco con la ciudad de Lima, capital del Virreinato. De esa forma se convirtió en la principal puerta de entrada de la ciudad.
La vía mantuvo su carácter de principal siempre tuvo un importante carácter comercial y se convirtió en uno de los principales ejes turísticos del Cusco debido a otras casonas construidas en su recorrido como la de Alonso de Toro (siglo XVI), del deán Diego de Esquivel y Navia (siglo XVIII), hijo del primer Marqués de San Lorenzo del Valle Umbroso, ubicada al frente de la casona principal. En el siglo XX se establecieron en la calle las viviendas del historiador cusqueño Luis E. Valcárcel y del fotógrafo Martín Chambi.
Debido a que fue el principal camino que conectaba la ciudad con los barrios del suroeste (actual distrito de Santiago), la vía soportó gran tráfico e incluso alojó en la primera mitad del siglo XX el tendido del tranvía que se instaló en la ciudad del Cusco. En el año 2007, con la finalidad de recuperar la calle se dispuso su peatonalización. Durante estos trabajos, se encontraron restos de muros incas debajo del trazado de la calle dejándose en su actual trazado algunas calicatas para que se puedan apreciar los trabajos de cimentación de los muros incas.

## Recorrido

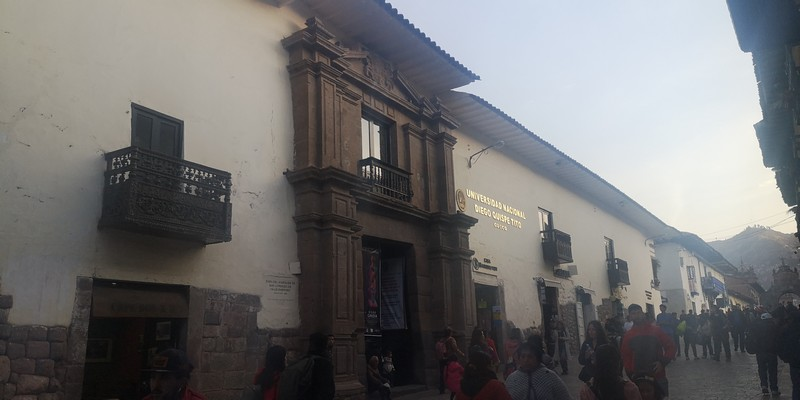
Frontis de la casa del marqués de Valleumbroso en la Calle Marqués, Cusco, Perú

El recorrido de la calle Marqués se inicia a 100 metros del vértice sur de la Plaza de Armas, siguiendo el trazo del eje procesional formado por la Calle Mantas. En esa primera cuadra se extiende, al lado norte, la Plazoleta Espinar y el edificio del antiguo Hotel de Turistas del Cusco en el mismo solar donde, durante la época colonial funcionó la primera ceca del Cusco. La calle sirve de punto de cambio de nombre de la vía que forman las calles Heladeros y San Bernardo. Tras este cruce, se extiende la segunda cuadra de la calle que tiene un carácter eminentemente comercial donde destacan tiendas de vestimenta. Se levanta, al sur, la casa de Alonso de Toro ubicada en el número 215 donde destaca una portada inca de la época de transición. Pocos metros al frente, ocupada actualmente por una tienda de artículos deportivos, se encuentra la antigua casa-estudio del fotógrafo Martín Chambi. 
La principal estructura de esta calle se levanta en el lado sur de la misma constituida por la Casa de los marqueses de San Lorenzo de Valle Umbroso destacando su portada que constituye un importante ejemplo de la hibridación de la arquitectura incaica con la española. Al frente de esta estructura se ubican las casonas que sirvieron de vivienda al del deán de la Catedral Diego de Esquivel y Navia y el historiador cusqueño Luis E. Valcárcel. La Calle termina en el cruce con la Calle Mesón de la Estrella dando paso a la Plaza San Francisco.

#### Libros y publicaciones
- Angles Vargas, Víctor (1983). Historia del Cusco (Cusco Colonial) Tomo II Libro Segundo. Lima: Industrialgráfica S.A.
- Quispe Gonzáles, Evaristo (2015). «Regeneración Urbana, Turismo y Barrios del Centro Histórico del Cusco, Patrimonio Cultural de la Humanidad. Análisis Comparativo 1983-2005». devenir 2 (4): 45-72. Archivado desde el original el 10 de octubre de 2019. Consultado el 3 de octubre de 2019.
- Zúñiga Castañeda, Jorge Luis (Diciembre del 2016). Micro-simulación peatonal y estudios de vida pública en la calle Marqués de la ciudad del Cusco (Licenciatura). Pontificia Universidad Católica del Perú. Consultado el 18 de agosto de 2019.

- Datos: Q66416835
- Multimedia: Calle Marqués / Q66416835